# ISO 3166-2:SK
ISO 3166-2:SK is een ISO-standaard met betrekking tot de zogenaamde geocodes. Het is een subset van de ISO 3166-2 tabel, die specifiek betrekking heeft op Slowakije.
Voor Slowakije worden hiermee 8 regio's - region (en) / région (fr) / kraj (sk) - gedefinieerd.
Volgens de eerste set, ISO 3166-1, staat SK voor Slowakije, het tweede gedeelte is een tweeletterige code.

## Codes
| Code  | Naam                 |
| ----- | -------------------- |
| SK-BC | Banskobystrický kraj |
| SK-BL | Bratislavský kraj    |
| SK-KI | Košický kraj         |
| SK-NI | Nitriansky kraj      |
| SK-PV | Prešovský kraj       |
| SK-TC | Trenčiansky kraj     |
| SK-TA | Trnavský kraj        |
| SK-ZI | Žilinský kraj        |